# Raimundo Nonato de Lima Ribeiro
Raimundo Nonato de Lima Ribeiro (* 5. Juli 1979 in Viseu) ist ein ehemaliger brasilianischer Fußballspieler.

## Karriere
Nonato begann seine Karriere 2000 beim Erstligisten EC Bahia. In der Copa do Brasil 2003 schoss er neun Tore und wurde Torschützenkönig. 2004 wechselte er zum südkoreanischen Daegu FC. Als er auch in der Saison 2004 mit 13 Toren Zweiter in der Torschützenliste. 2005 wechselte er zu FC Seoul. 2006 kehrte er nach Brasilien zurück und unterschrieb einen Vertrag bei Goiás EC. Danach spielte er bei Fortaleza EC und EC Bahia. 2008 wechselte er zum japanischen Erstligisten Consadole Sapporo. Sommer 2008 kehrte er nach Brasilien zurück und unterschrieb einen Vertrag beim Drittligisten Atlético Goianiense. 2008 feierte er mit dem Verein die Drittligameisterschaft. Danach spielte er bei Treze FC, Mixto EC und ABC Natal.